# Fabien Reboul
Fabien Reboul (født 9. september 1995 i Toulouse, Frankrig) er en professionel tennisspiller fra Frankrig.